# 早田聖也
早田 聖也（はやた せいや、1995年12月4日 - ）は、広島県広島市出身のプロアイスホッケー選手。アジアリーグアイスホッケーのH.C.栃木日光アイスバックス所属。

## 経歴
6歳上の兄の影響を受け、小学校1年生の頃にアイスホッケーを始め、地元のジュニアチーム広島コレクターズでプレーし、中学卒業後に単身カナダへ渡航。

### 東北フリーブレイズ時代
2016年に帰国し、アジアリーグアイスホッケーの東北フリーブレイズへ入団。
2022年に退団した。

### アイスバックス時代
2022年6月16日にH.C.栃木日光アイスバックスへ入団。
2023-2024年シーズンはシーズン中の2023年11月7日に辞退選手の代替として男子日本代表強化合宿のメンバーに追加招集された。12月には横浜市で開催された第91回全日本アイスホッケー選手権大会にアイスバックスの選手として参加。アイスバックスは優勝を果たした。2024年1月16日に苫小牧市のnepiaアイスアリーナと安平町の安平町スポーツセンターにて実施されたアイスホッケー男子日本代表の国内合宿の参加メンバーに選出された。1月29日にハンガリーのブダペストで開催されたミラノ・コルティナダンペッツォオリンピックの3次予選と事前合宿の参加メンバーに選出された。
オフの2024年4月8日に安平町の安平町スポーツセンターで開催されたアイスホッケー男子日本代表の選考合宿に参加するメンバーに選出された。5月24日にアイスバックスと契約を更新した。
2024-2025シーズンはシーズン開幕前の2024年7月1日に苫小牧市のnepiaアイスアリーナでのアイスホッケー男子日本代表の代表選考合宿に招集された。8月1日にデンマークのオールボーで開催されるミラノ・コルティナダンペッツォオリンピックの最終予選と事前合宿の日本代表に選出された。

## 詳細情報

### 代表歴
- 世界選手権DivⅠB 日本代表（2017-2019、2023[10]）
- 2026年ミラノ・コルティナダンペッツォオリンピック3次予選日本代表（2024年）
- 2026年ミラノ・コルティナダンペッツォオリンピック最終予選日本代表（2024年）